# Capital d'inversió
El capital d'inversió, conegut en anglès com a private equity (PE) és el capital social d'una empresa privada que no ofereix accions al públic en general. En l'àmbit financer, el capital d'inversió s'ofereix, en canvi, a fons d'inversió especialitzats i a societats limitades que prenen un paper actiu en la gestió i l'estructuració de les empreses. En l'ús informal, "capital d'inversió" pot referir-se a aquestes empreses d'inversió en lloc de les empreses en què inverteixen. Les PE són objecte de crítica per la seva visió curterminista. Segons escriu Megan Greenwell al seu llibre Bad Company: Private Equity and the Death of the American Dream,: “Les PE en general existeixen únicament per guanyar diners per als accionistes, independentment del que això signifiqui per a les empreses que arriben a adquirir.”
Aquest tipus d'inversió en capital es duu a terme de diverses maneres, ja sigui mitjançant una societat de gestió d'inversions (empresa de capital d'inversió), un fons de capital risc o un àngel inversor. Cada categoria d'inversor té objectius financers específics, preferències de gestió i estratègies d'inversió per treure profit de les seves inversions. El capital d'inversió proporciona capital circulant a l'empresa on s'ha invertit, fet que l'ajuda a finançar la seva expansió, sigui amb el desenvolupament de nous productes i serveis, amb la reestructuració de les operacions, o la gestió i el control formal de la propietat de l'empresa.
Com a producte financer, un fons de capital d'inversió és un tipus de capital privat per a finançar una estratègia d'inversió a llarg termini en una empresa comercial no líquida. La inversió en fons de capital d'inversió ha estat descrita per la premsa financera com un canvi de marca superficial de les empreses de gestió d'inversions especialitzades en la compra apalancada d'empreses financerament dèbils.
Les avaluacions de la rendibilitat del capital d'inversió són mixtes: alguns troben que supera el capital públic mentre que altres troben que no.

## Característiques
Algunes de les característiques clau d'aquest tipus de capital són:
- Un gestor d'inversions (l'inversor de capital d'inversió) recapta diners d'inversors institucionals (per exemple, fons de cobertura, fons de pensions i de persones amb un patrimoni net molt alt) per dur a terme una estratègia d'inversió determinada. Els ingressos de la recaptació de fons es col·loquen en un fons d'inversió, en el qual el gestor d'inversions actua com a soci general (GP) i els inversors institucionals actuen com a socis limitats.[9]

- A continuació, el gestor d'inversions adquireix participacions en el capital d'empreses utilitzant una combinació de finançament amb capital i deute, amb l'objectiu de generar rendiments sobre el capital invertit, incloses les inversions posteriors en capital de les empreses objectiu, en un horitzó objectiu basat en el fons d'inversió en particular i en l'estratègia en concret, que sovint va dels 4 als 7 anys.[10]

- Des d'una perspectiva de modelització financera, les palanques principals de què disposen els inversors de capital d'inversió per generar rendiments són:
  - Creixement dels ingressos
  - Expansió del marge (normalment un marge EBITDA)
  - Generació gratuïta de flux de caixa / pagament del deute
  - Expansió múltiple de valoració (normalment un múltiple de valor empresarial / EBITDA)

- Les estratègies de creació de valor poden variar àmpliament segons el fons de capital d'inversió. Per exemple, alguns inversors poden apuntar a augmentar les vendes en mercats nous o existents (fomentant el creixement dels ingressos), mentre que altres poden intentar reduir costos mitjançant la reducció de la plantilla (ampliant els marges). Moltes estratègies incorporen una certa quantitat de reestructuració del govern corporatiu, per exemple, la creació d'un Consell d'Administració o l'actualització de l'estructura de sistemes de gestió directiva i de seguiment i avaluació.[11]

Després d'una sèrie d'operacions fallides d'alt perfil, l'ús agressiu de palanquejament per part dels fons de capital d'inversió ha disminuït en les últimes dècades: el 2005, aproximadament el 70% de l'adquisició mitjana de capital privat representava deute, mentre que aquest percentatge era més proper al 50% el 2020.
Les empreses que assumeixen grans riscos operacionals solen aplicar nivells de palanquejament molt més baixos a les empreses adquirides per tal de proporcionar a la gestió més flexibilitat financera. Les empreses que assumeixen menys riscos operacionals sovint intentaran maximitzar el palanquejament disponible i se centren en inversions que generen fluxos d'efectiu sòlids i estables necessaris per atendre els saldos de deute més alts.
Amb el temps, el concepte "capital d'inversió" o private equity ha arribat a referir-se a moltes estratègies d'inversió diferents, com ara la compra palanquejada, la compra d'actius en dificultats, el capital risc, el capital de creixement o el finançament d'expansió (mezzanine capital). Una de les diferències més destacables entre les compres palanquejades i les altres estratègies és que les compres són generalment "posicions de capital de control", ja que els fons de compra solen adquirir participacions majoritàries de les seves empreses objectiu, mentre que altres estratègies d'inversió solen adquirir menys participacions, reduint la seva capacitat d'efectuar canvis transformadors a les empreses objectiu.
Per a grans operacions, els inversors de capital d'inversió sovint inverteixen junts en un sindicat, per tal de beneficiar-se conjuntament de la diversificació de l'exposició, la informació i les habilitats complementàries dels inversors i una connectivitat augmentada per a futures inversions.